# Чуликова, Янка
Янка Чуликова (словац. Janka Čulíková, родилась 30 июня 1987 года в Мартине) — словацкая хоккеистка, нападающая.

## Карьера игрока
Играла в чемпионате Словакии за клубы «Слован» (Братислава), «Спишска-Нова-Вес» и «Попрад», также выступала за границей в словенском «Мариборе». Представляет клуб «Попрадские Лиски» с сезона 2016/2017.
Участница Олимпийских игр 2010 года в Ванкувере: в пяти играх забросила две шайбы и отдала три голевые передачи. Участница трёх матчей квалификации на зимние Олимпийские игры 2014. В составе сборной играла на чемпионатах мира на трёх уровнях: дебютировала во втором дивизионе в 2004 году, выступала на чемпионатах мира в высшем дивизионе в 2011 и 2012 годах.

## Статистика в сборной
| Год  | Сборная  | Турнир                           | Игры | Голы | Передачи | Очки | Минуты штрафа |
| ---- | -------- | -------------------------------- | ---- | ---- | -------- | ---- | ------------- |
| 2004 | Словакия | Чемпионат мира (II дивизион)     | 5    | 3    | 1        | 4    | 2             |
| 2005 | Словакия | Чемпионат мира (II дивизион)     | 4    | 3    | 0        | 3    | 0             |
| 2007 | Словакия | Чемпионат мира (II дивизион)     | 5    | 6    | 1        | 7    | 6             |
| 2008 | Словакия | Чемпионат мира (I дивизион)      | 5    | 2    | 1        | 3    | 10            |
| 2009 | Словакия | Чемпионат мира (I дивизион)      | 5    | 1    | 1        | 2    | 6             |
| 2010 | Словакия | Олимпиада                        | 5    | 2    | 1        | 3    | 6             |
| 2011 | Словакия | Чемпионат мира (высший дивизион) | 5    | 0    | 0        | 0    | 2             |
| 2012 | Словакия | Чемпионат мира (высший дивизион) | 5    | 0    | 0        | 0    | 4             |
| 2013 | Словакия | Олимпиада (квалификация)         | 3    | 2    | 0        | 2    | 2             |
| 2013 | Словакия | Чемпионат мира (I дивизион A)    | 5    | 0    | 2        | 2    | 8             |